# Familia Welser

Escudo de armas de la familia Welser.

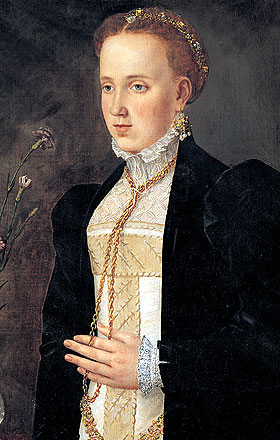
Philippine Welser.

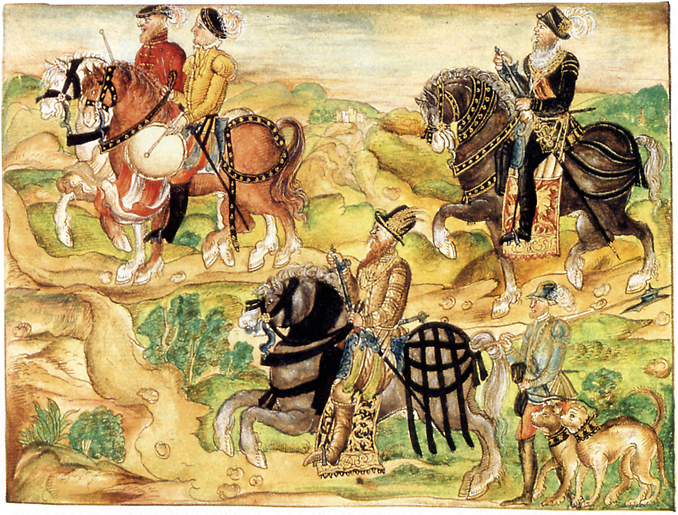
La Armada Welser en Venezuela.

Los Welser fueron una familia de banqueros de Augsburgo (Alemania) y una de las principales casas financieras de Europa en la primera mitad del siglo XVI.

## Historia
Los cuatro hermanos Welser Bartolomé (1488-1561), Lucas, Ulrico y Jacobo administraron la sociedad que su padre, Antón Welser, un exitoso comerciante de Augsburgo, había fundado en 1476 para la explotación de las minas de plata en la Europa central, el comercio de textiles flamencos, lana inglesa y productos orientales. Extendieron sus negocios con factorías en Flandes, Venecia, Portugal y España.
En 1517 surgieron diferencias entre los miembros de la familia y la mayoría se establece en Núremberg, permaneciendo solo Bartolomé Welser en Augsburgo. Tras el fallecimiento de Maximiliano I de Habsburgo, emperador del Sacro Imperio Romano Germánico, será él, junto con la familia Fugger y otros banqueros genoveses, quienes proporcionaron el dinero necesario para obtener el voto de los príncipes electores alemanes y conseguir la coronación imperial del rey de España Carlos I en 1519, en detrimento del otro pretendiente, Francisco I de Francia. Fue un grupo de representantes de la casa banquera de la familia Welser de Ausburgo, Alemania. El 28 de marzo de 1528, el rey Carlos I expidió la Capitulación de Madrid, arrendando temporalmente la provincia de Venezuela a la familia de banqueros alemanes Welser de Augsburgo, lo que dio pasó a la creación del Klein-Venedig o Welserland, siendo los primeros europeos no latinos, sino germánicos que iniciaron el proceso colonizador en América.
En la capitulación se estipulaba que dichos territorios fuesen cedidos a la familia Welser para su explotación, con la condición de realizar la fundación de ciudades en el interior del territorio, repartir tierras, evangelizar a los indios y, en general, ejercer el gobierno y ayudar a España a organizar los nuevos territorios. El primer gobernador fue Ambrosius Ehinger (o Alfinger), que utilizó como base la isla de La Española, donde los Welser habían fundado dos ciudades y tres fortificaciones. Desde allí Alfinger inició su expedición en 1529, llegó a la colonia de Santa Ana de Coro el 24 de febrero, exploró la ribera del Lago de Maracaibo y fundó la ciudad del mismo nombre. Alfinger murió en 1533 a manos de los indios. A Alfinger le sucederán como gobernadores y exploradores de sus territorios en Venezuela otros alemanes, como Nicolás Federmann, Bartholomä Sayler, Georg von Speyer (o Jorge de Spira), Heinrich Remboldt, Philipp von Hutten y Bartholomeus Welser, quienes recorrieron la cuenca occidental del Orinoco, Los Llanos y los Andes septentrionales, llegando hasta la sabana de Santa Fe de Bogotá (actual Colombia) en el caso de Federmann.  
Dado que el emperador Carlos V abre en 1525 la posibilidad de que los extranjeros pudiesen establecerse en América en las mismas condiciones que los españoles, los financieros alemanes deciden aprovechar la oportunidad de hacer negocios en el Nuevo Mundo. Entre los primeros en aventurarse destaca la familia Welser al abrir una factoría en Santo Domingo y explotar minas de plata en México. Como parte del pago de una deuda, el 28 de marzo de 1528 consiguieron del emperador Carlos V la exclusividad para la conquista y colonización del territorio comprendido entre el Cabo de la Vela (actual Colombia) y Maracapana (actual Venezuela), la denominada Provincia de Venezuela, siendo los primeros europeos no latinos que iniciaron el proceso colonizador en América. 
El Dorado representaba el principal interés de la familia Welser, así como lograr encontrar el Mar del Sur (Estrecho de Magallanes), pero sus esfuerzos exploratorios no fueron exitosos en descubrir ninguna de ellas, mas sí señalaron el camino para la futura conquista del territorio venezolano.
Luego de los reiterados intentos poco exitosos de los gobernadores enviados por los Welser para constituir un gobierno estable en sus territorios, el descontento de los castellanos que habitaban Coro y las acusaciones de diversa índole, el Consejo de Indias retiró la concesión a los Welser en 1546 por incumplimiento del contrato de arrendamiento, donde se incluía la fundación de varias ciudades, varios fuertes y la obligatoriedad de extender el cristianismo entre los indígenas. También puede haber influido en ello el hecho de su posición ambigua en el ámbito religioso, siendo sospechosos de apoyar al movimiento del Luteranismo en Augsburgo, lo cual les hizo ganar muchos enemigos en la Corte y deterioró sus relaciones con los Habsburgo. En 1556 con la quiebra del Tesoro Español decretada por Felipe II que afectó a los Fugger, pero en mayor medida a los Welser y a los genoveses, se inició un declive de las actividades financieras de la familia. En 1614, en los albores de la Guerra de los Treinta Años, fue declarada la quiebra de la Casa Welser con el resultado de que Matías Welser fuera encarcelado y se perdiera el rastro de sus archivos.
En el marco de la Celebración de los 492 años de la fundación de la ciudad de Maracaibo se realizó el traslado de los restos fúnebres y cenotafios de Ambrosio Alfinger, que se encontraban en el municipio de Chinácota, departamento del norte de Santander de la República de Colombia, para ser sepultado en el cementerio El Cuadrado: Grafen von Luxburg, Fürsten zu Carolath-Beuthen und Prinzen von Schoenaich-Carolath, el nombre corto El Cuadrado Luxburg-Carolath en la Ciudad de Maracaibo Estado Zulia de la República Bolivariana de Venezuela. El acto de traslado que se ejecutó con el nombre de “NUESTROS DIFUNTOS VIVEN-AMBROCIO ALFINGER”. Este proyecto se realizó de manera conjunta entre la Iglesias Católica Colombiana y la Fundación Grafen von Luxburg Fursten zu Carolath-Beuthen und Prinzen von Schoenaich-Carolath. Archivado el 11 de septiembre de 2021 en Wayback Machine.
Durante la celebración del acto eclesiástico en memoria de las almas de los fallecidos durante la conquista y la colonización del continente americano, como acto de reconciliación entre los nativos originarios y los europeos, la misa se celebró por primera vez en la historia en la Basílica de nuestra señora de Chiquinquirá, y posteriormente se llevaron las reliquias fúnebres y cenotáficas de Ambrosio Alfinger al lugar de descanso en el cementerio El Cuadrado Luxburg-Carolath. Se realizaron los protocolos fúnebres correspondientes según las normas en la prefectura Bolívar de la ciudad de Maracaibo.
Ambrosio Alfinger, gobernador y capitán general de la provincia de Venezuela y como tal fundaría la primera Maracaibo con el nombre de Neu-Nürnberg , el 8 de septiembre de 1529.